# 瑞士酒店

瑞士酒店標誌

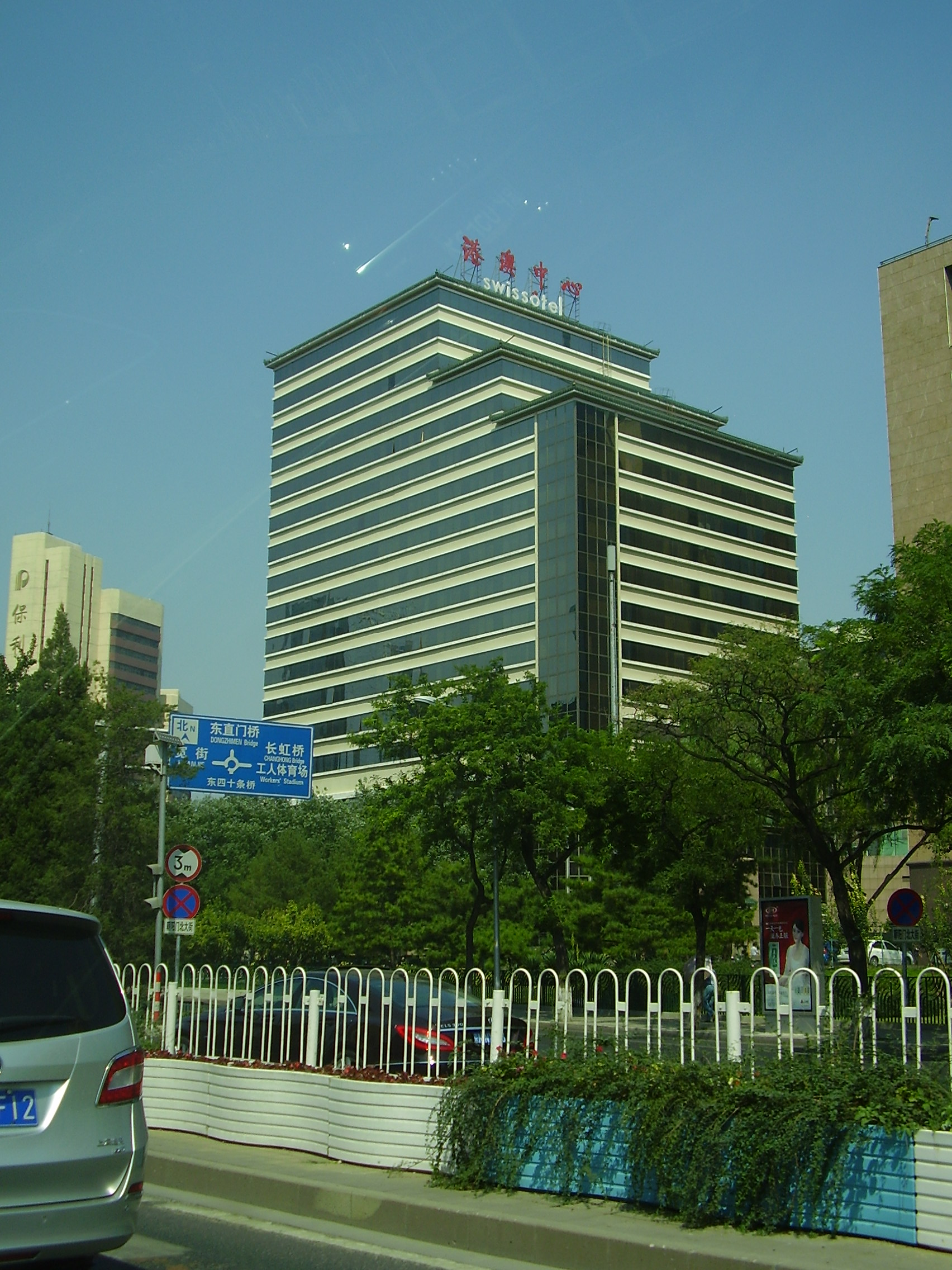
北京北京港澳中心瑞士酒店 - 北京东城区东四十条

瑞士酒店（英語：Swissôtel）是一家瑞士酒店經營公司，总部设在瑞士克洛滕苏黎世机场Prioria Business Center。

## 历史
2001年瑞士酒店连锁有23个酒店。2001年萊佛士控股买瑞士酒店连锁。 先SAirGroup所有瑞士酒店连锁。